# Rieza (chutor)
Rieza (ros. Реза) – chutor w zachodniej Rosji, w sielsowiecie kozińskim rejonu rylskiego w obwodzie kurskim.

## Geografia
Miejscowość położona jest nad rzeką Obiesta, 4,5 km od centrum administracyjnego sielsowietu kozińskiego (Kozino), 31 km od centrum administracyjnego rejonu (Rylsk), 134 km od Kurska.

## Demografia
W 2010 r. miejscowość zamieszkiwało 31 osób.